# Irene Asanina
Irene Asanina (in greco Εἰρήνη Ἀσανίνα?; fl. XIV secolo) è stata un'imperatrice bizantina, consorte di Giovanni VI Cantacuzeno. È nota per aver partecipato alle questioni militari ad un livello non comune per un'imperatrice bizantina. Comandò la guarnigione di Didymoteicho durante la guerra civile bizantina del 1341-1347, e organizzò la difesa di Costantinopoli contro i genovesi nel 1348, e le forze di Giovanni V nel 1353.

## Biografia

### Primi anni
Asanina era figlia di Andronico Asen e di sua moglie Tarchanaiotissa. I suoi nonni paterni erano Ivan Asen III di Bulgaria e Irene Palaiologina. I suoi nonni materni erano il Prōtostratōr Michele Dukas Glabas Tarchaneiotes e sua moglie Maria Dukaina Comnena Palaiologina Branaina.
I cognomi di sua nonna materna indicano la discendenza dalle famiglie Ducas, Comneni e Paleologi che hanno prodotto ciascuno diversi imperatori bizantini. Il suo cognome, tuttavia, indica di essere un membro della famiglia Branas che produsse capi militari, come Alessio Brana e Teodoro Brana, ma la cui genealogia è scarsamente registrata.
La sua nonna paterna, Irene Palaiologina, era una figlia di Michele VIII Paleologo e Teodora Ducas Vatatzina, il che fa di Asanina un membro della famiglia imperiale estesa del suo tempo.

### Imperatrice
Giovanni VI Cantacuzeno era un fidato consigliere di Andronico III Paleologo, nipote di Andronico II e pronipote di Michele VIII. Andronico III morì il 15 giugno 1341 e gli successe il figlio maggiore Giovanni V Paleologo, che aveva solo nove anni e fu posto sotto la reggenza di sua madre Anna di Savoia. Tuttavia Andronico III aveva affidato l'amministrazione dell'impero a Giovanni VI Cantacuzeno.
Approssimativamente nello stesso periodo, Stefano Uroš IV Dušan di Serbia iniziò un'invasione della Tracia settentrionale. Giovanni Cantacuzeno lasciò Costantinopoli per cercare di riportare l'ordine nella zona. Anna approfittò della sua assenza per dichiararlo nemico dello stato e spogliarlo dei titoli e della fortuna. Ma Giovanni Cantacuzeno aveva ancora il controllo di parte dell'esercito bizantino e, il 26 ottobre 1341, rispose proclamandosi imperatore a Didymoteicho. Irene lo raggiunse e fu incoronata imperatrice al suo fianco. Uno dei suoi primi atti come imperatrice fu quello di ottenere il rilascio dei suoi due fratelli, Giovanni e Manuele Asen, che erano stati imprigionati in Tracia dal 1335 con l'accusa di tradimento.
Questo fu l'inizio di una guerra civile che sarebbe durata fino al 1347. Ivan Alessandro di Bulgaria si alleò presto con la fazione sotto Giovanni V e Anna, mentre Stefan Uroš IV Dušan di Serbia si schierò con Giovanni VI. Entrambe le parti stavano in realtà approfittando della guerra civile per portare avanti le proprie agende politiche e territoriali e Giovanni VI si alleò addirittura con Orhan I del nascente sultanato ottomano.
Durante la guerra Irene rimase a Didymoteicho con le sue tre figlie mentre Giovanni VI era impegnato nella campagna. Irene ricevette il comando della guarnigione e difese Didymoteicho. Difese la città dagli attacchi del re Ivan Alessandro meglio che poté fino a quando suo marito, con l'aiuto del sultano Umur di Aydin, fece ritorno a Didymoteicho nell'inverno del 1343. I suoi coraggiosi sforzi impressionarono molti dei suoi contemporanei, come lo stesso Umur e lo storico Niceforo Gregorio.
Il 3 febbraio 1347, le due fazioni raggiunsero un accordo. Giovanni VI fu accettato come imperatore anziano con Giovanni V come suo co-reggente junior. L'accordo fu suggellato con il matrimonio della loro figlia Elena Cantacuzena con Giovanni V. Giovanni VI entrò a Costantinopoli e prese il controllo effettivo della città con Irene al suo fianco come imperatrice anziana.
Nel 1348, Irene organizzò la difesa di Costantinopoli contro i Genovesi.
Tuttavia, Giovanni V riprese il conflitto nel 1352 e ottenne il sostegno come imperatore "legittimo". Nel 1353, Irene organizzò la difesa di Costantinopoli contro Giovanni Paleologo.

### Ultimi anni
Il 4 dicembre 1354, Giovanni VI abdicò e l'ex coppia imperiale si ritirò in monasteri separati. Nel suo caso, fu il convento di Hagia Martha con il nome monastico di Eugenia. Nel 1356 e l'anno successivo, Irene rifiutò l'offerta di Ziani, per ottenere il rilascio di suo figlio Matteo Cantacuzeno, allora imprigionato dall'imperatore Giovanni V, e reintegrarlo come imperatore. Nel 1359, fu raggiunta al convento da sua figlia Maria, e da sua nipote Teodora, la figlia maggiore di Matteo.
Donald MacGillivray Nicol ipotizza che abbia seguito il resto della sua famiglia in Morea, dove suo figlio minore Manuele Cantacuzeno era despota, ma potrebbe essere tornata a Costantinopoli nel 1362 o 1363, dove potrebbe essere stata una delle "imperatrici" che gli ambasciatori dell'Impero di Trebisonda incontrarono lì nell'aprile 1363.
Anche se la data della sua morte non è registrata, Nicol presume che sia avvenuta prima del 1379 quando suo marito e altri membri della sua famiglia furono portati a Galata come ostaggi da Andronico IV Paleologo.

## Matrimonio e discendenza
Irene sposò Giovanni VI Cantacuzeno, un figlio di Michele Cantacuzeno e Teodora Angelina Palaiologina. Nella sua Storia, Giovanni scrive che sua madre era una parente di Andronico II Paleologo, presumibilmente un cugino di uno dei fratelli di Michele VIII. Dal matrimonio nacquero sei figli:
- Matteo Cantacuzeno (c. 1325 – 24 giugno 1383), fu co-imperatore dal 1353–1357, ed in seguito despota della Morea;
- Manuele Cantacuzeno (c. 1326 – 10 aprile 1380, fu despota della Morea;
- Andronico Cantacuzeno (c. 1334 – 1347). La Storia di Giovanni ci racconta che questo figlio morì a causa della "peste". Dato l'anno della sua morte, Andronico fu probabilmente tra le vittime della peste nera.
- Maria Cantacuzena (morta dopo il 1379), che sposò Niceforo II Orsini despota d'Epiro;
- Teodora Cantacuzena (morta dopo il 1381), che sposò Orhan I, sultano dell'impero ottomano;
- Elena Cantacuzena (1333 – 10 dicembre 1396), che sposò l'imperatore Giovanni V Paleologo.

## Ascendenza
|                                             |   |                                            | Genitori                                      |  |  | Nonni |  |  | Bisnonni                   |  |  | Trisnonni |  |
|                                             |   |                                            |                                               |  |  |       |  |  | Mico Asen, zar di Bulgaria |  |  | …         |  |
|                                             |   |                                            |                                               |  |  |       |  |  | Mico Asen, zar di Bulgaria |  |  | …         |  |
|                                             |   | …                                          |                                               |  |  |       |  |  | Mico Asen, zar di Bulgaria |  |  |           |  |
| Ivan Asen III, zar di Bulgaria              |   |                                            |                                               |  |  |       |  |  | Mico Asen, zar di Bulgaria |  |  |           |  |
|                                             |   | Maria Asenina di Bulgaria                  | Ivan Asen II, zar di Bulgaria                 |  |  |       |  |  |                            |  |  |           |  |
|                                             |   | Maria Asenina di Bulgaria                  | Ivan Asen II, zar di Bulgaria                 |  |  |       |  |  |                            |  |  |           |  |
|                                             |   | Maria Asenina di Bulgaria                  | Irene Comneno Ducas                           |  |  |       |  |  |                            |  |  |           |  |
| Andronico Asen                              |   | Maria Asenina di Bulgaria                  |                                               |  |  |       |  |  |                            |  |  |           |  |
|                                             |   | Michele VIII Paleologo, basileus dei Romei | Andronico Paleologo, governatore di Macedonia |  |  |       |  |  |                            |  |  |           |  |
|                                             |   | Michele VIII Paleologo, basileus dei Romei | Andronico Paleologo, governatore di Macedonia |  |  |       |  |  |                            |  |  |           |  |
|                                             |   | Michele VIII Paleologo, basileus dei Romei | Teodora Angelina Paleologina                  |  |  |       |  |  |                            |  |  |           |  |
| Irene Paleologina                           |   | Michele VIII Paleologo, basileus dei Romei |                                               |  |  |       |  |  |                            |  |  |           |  |
|                                             |   | Teodora Ducas Vatatzina                    | Giovanni Ducas                                |  |  |       |  |  |                            |  |  |           |  |
|                                             |   | Teodora Ducas Vatatzina                    | Giovanni Ducas                                |  |  |       |  |  |                            |  |  |           |  |
|                                             |   | Teodora Ducas Vatatzina                    | Eudocia Angelina                              |  |  |       |  |  |                            |  |  |           |  |
| Irene Asanina                               |   | Teodora Ducas Vatatzina                    |                                               |  |  |       |  |  |                            |  |  |           |  |
|                                             | … | …                                          |                                               |  |  |       |  |  |                            |  |  |           |  |
|                                             | … | …                                          |                                               |  |  |       |  |  |                            |  |  |           |  |
|                                             | … | …                                          |                                               |  |  |       |  |  |                            |  |  |           |  |
| Michele Ducas Glabas Tarchaneiotes          | … |                                            |                                               |  |  |       |  |  |                            |  |  |           |  |
|                                             |   | …                                          | …                                             |  |  |       |  |  |                            |  |  |           |  |
|                                             |   | …                                          | …                                             |  |  |       |  |  |                            |  |  |           |  |
|                                             |   | …                                          | …                                             |  |  |       |  |  |                            |  |  |           |  |
| N. Tarchanaiotissa                          |   | …                                          |                                               |  |  |       |  |  |                            |  |  |           |  |
|                                             |   | …                                          | …                                             |  |  |       |  |  |                            |  |  |           |  |
|                                             |   | …                                          | …                                             |  |  |       |  |  |                            |  |  |           |  |
|                                             |   | …                                          | …                                             |  |  |       |  |  |                            |  |  |           |  |
| Maria Ducaina Comnena Palaiologina Branaina |   | …                                          |                                               |  |  |       |  |  |                            |  |  |           |  |
|                                             |   | …                                          | …                                             |  |  |       |  |  |                            |  |  |           |  |
|                                             |   | …                                          | …                                             |  |  |       |  |  |                            |  |  |           |  |
|                                             |   | …                                          | …                                             |  |  |       |  |  |                            |  |  |           |  |
|                                             |   | …                                          |                                               |  |  |       |  |  |                            |  |  |           |  |